# Mystery Land
Mysteryland es un festival de la empresa holandesa ID&T que se celebra desde el año 1993 en el mes de agosto en Haarlemmermeer, Países Bajos siendo el primero de su tipo en el país. Sus organizadores lo han nombrado como el festival de música Dance más antiguo de los Países Bajos.

## Historia
El primer festival se realizó en la Isla de Maurik, Lelystad en el año 1994. En 1995 cambió su ubicación a Róterdam por la negativa del ayuntamiento de Lelystad a autorizar un evento para más de 15.000 personas.
Actualmente el festival se realizan en el Floriade Park, en Haarlemmermeer donde llegan cerca de 50.000 personas.

## Internacionalización
Desde el año 2011 hasta 2014, en el mes de diciembre, el festival también se llevó a cabo en Chile, siendo ésta la primera vez que se realizó fuera de los Países Bajos. El lugar elegido fue los terrenos de Picarquín, en la comuna de Mostazal, a 40 minutos de Santiago. Su cuarta y última edición hasta la fecha, se desarrollaró del 19 al 21 de diciembre de 2014.
A partir del año 2014 se celebró la primera edición estadounidense de Mysteryland en el Bethel Woods Center for the Arts, el sitio donde se llevó a cabo el festival Woodstock 1969. El cartel incluyó a Kaskade, Moby, Steve Aoki, Dillon Francis, y Flosstradamus.